# 666号室
『666号室』（ろっぴゃくろくじゅうろくごうしつ、仏語：Chambre 666）は、1982年（昭和57年）製作・放映、ヴィム・ヴェンダース監督によるフランス・西ドイツ合作のドキュメンタリーテレビ映画である。

## 略歴・概要
1982年（昭和57年）5月14日 - 26日、フランス・プロヴァンス＝アルプ＝コート・ダジュール地域圏アルプ＝マリティーム県カンヌで開かれた第35回カンヌ国際映画祭の会期中に、オテル・マルティネス666号室に16ミリカメラを設置し、同映画祭に招かれた映画人たちに同一の質問を投げかけ、それに答える姿を捉えたドキュメンタリーフィルムである。
それぞれの被写体に与えられたフィルムは1ロール、約11分間のみ、質問は下記である。
本作は、同映画祭閉幕後の同年6月1日、フランスのテレビ局アンテーヌ2で放映された。日本では、1980年代中盤に東京・赤坂にあるドイツ文化センターで上映された。

## スタッフ・作品データ
- 監督・脚本 : ヴィム・ヴェンダース
- 撮影監督 : アニエス・ゴダール
- 録音 : ジャン＝ポール・ミュジェル
- 編集 : シャンタル・ド・ヴィスメス
- 音楽 : バーナード・ハーマン、ユルゲン・クニーパー
- プロデューサー : クリス・ジーヴァニッヒ、クロード・ヴァンチュラ、ミシェル・ブジュ
- 形式 : イーストマンカラー - 16ミリフィルム - モノラル録音
- ジャンル : ドキュメンタリー映画、テレビ映画

## キャスト
登場順 （同年のカンヌ参加作品）
- ジャン＝リュック・ゴダール （『パッション』、『フレディ・ビュアシュへの手紙』、 フランス /  スイス）
- ポール・モリセイ （Paul Morrissey、『フォーティ・デュース』、 フランス）
- マイク・デ・レオン （Mike De Leon、 フィリピン）
- モンテ・ヘルマン （Monte Hellman、 アメリカ合衆国）
- ロマン・グーピル （Romain Goupil、 フランス）
- スーザン・シーデルマン （『スミサリーンズ』、 アメリカ合衆国）
- ノエル・シムソロ （Noël Simsolo、 フランス）
- ライナー・ヴェルナー・ファスビンダー （ 西ドイツ）
- ヴェルナー・ヘルツォーク （『フィツカラルド』、 西ドイツ）
- ロバート・クレイマー （『全速力で』、 フランス）
- アナ・カロリナ （Ana Carolina、 ブラジル）
- マルーン・バグダディ （Maroun Bagdadi、『小さな戦争』、 レバノン）
- スティーヴン・スピルバーグ （『E.T.』、 アメリカ合衆国）
- ミケランジェロ・アントニオーニ （『ある女の存在証明』、 イタリア）
- ヴィム・ヴェンダース （『ハメット』、 西ドイツ）
- ユルマズ・ギュネイ （『路』、 トルコ）

## 関連事項
- ジャン＝リュック・ゴダール出演作品一覧
- 第35回カンヌ国際映画祭
- オテル・マルティネス （en:Hôtel Martinez）

## 註
1. 1 2  #外部リンク欄、本作の公式サイトリンク先の記述を参照。二重リンクを省く。